# Wolfshagen im Harz
 (juin 2024).
Wolfshagen im Harz est un quartier de la commune de Langelsheim, dans le Land de Basse-Saxe.

## Géographie
Wolfshagen se situe dans le nord-ouest du Haut-Harz, dans le parc naturel du Harz. Il se situe entre le barrage de l'Innerste à l'ouest et le barrage de la Grane à l'est et entre les villes de Seesen à l'ouest-sud-ouest et de Goslar à l'est, entre 260 et 430 m d'altitude. Au nord-est du centre-ville se trouve le Heimberg (352,5 m d'altitude). Le Harzer Försterstieg traverse le village. Le Steinway Trail mène de Wolfshagen à Seesen.

## Histoire
Wolfshagen im Harz est mentionné pour la première fois dans un document sous le nom de Wulveshagen en 1316 ; La terminaison -hagen indique le village comme un lieu de la période du défrichement médiévale. Au nord-ouest de la ville se trouvent les vestiges d'un complexe apparemment inachevé et de taille considérable, le château de Burghagen.
Le 1er juillet 1972, Wolfshagen im Harz est incorporé à la commune de Langelsheim.

## Personnalités
- Henry E. Steinway (1797-1871), fondateur de l'entreprise Steinway & Sons[1].